# Artigueloutan
Artigueloutan ist eine französische Gemeinde mit 1100 Einwohnern (Stand 1. Januar 2022) im Département Pyrénées-Atlantiques in der Region Nouvelle-Aquitaine (vor 2016: Aquitanien). Die Gemeinde gehört zum Arrondissement Pau und zum Kanton Pays de Morlaàs et du Montanérès (bis 2015: Kanton Pau-Est).
Die Einwohner werden Artigueloutanais oder Artigueloutanaises genannt.

## Geographie
Artigueloutan liegt ca. 15 km östlich von Pau im Béarn.
Umgeben wird der Ort von den Nachbargemeinden:
|       | Sendets                                     | Andoins |
| Ousse | Kompassrose, die auf Nachbargemeinden zeigt | Nousty  |
| Assat | Angaïs Bordes                               |         |

Artigueloutan liegt im Einzugsgebiet des Adours und wird durchströmt von der Ousse und der Ousse des Bois, beides Zuflüsse des Gave de Pau.

## Geschichte
Prähistorische Funde belegen eine frühe Existenz von Menschen im wasserreichen Landstrich. Hügelgräber bewahrten Zeugnisse in Form von Werkzeuge und Keramik. Drei befestigte Lager belegen die Besiedelung in der Antike.
Paul Raymond, Archivar und Historiker des 19. Jahrhunderts, notierte die Erwähnung der Siedlung unter dem Namen Artigueloptaa im Jahre 1385 anlässlich einer Volkszählung, bei der 28 Haushalte gezählt wurden und vermerkt wurde, dass das Dorf in der Bailliage von Pau liegt. Weitere Formen des Ortsnamens in Schriften des 14. Jahrhunderts waren Artigalopta und Artigelobtaa. Bis zum Ende des Lehnswesen durch die Französische Revolution war das Ortsgebiet in zwei Lehen aufgeteilt, eines im Besitz des Königs, welches von einem Magistrat in Pau verwaltet wurde, und ein örtliches Lehen.

### Einwohnerentwicklung
Nach einem ersten Höhepunkt von über 700 Einwohnern in der Mitte des 19. Jahrhunderts hat die Zahl bis zur Mitte des 20. Jahrhunderts u  mehr als die Hälfte abgenommen. Aufgrund der Nähe zu Pau entwickelte sich die Zahl in den folgenden Jahren nun mit einer starken Zunahme von mehr als das Dreifache.
| Jahr      | 1962 | 1968 | 1975 | 1982 | 1990 | 1999 | 2006 | 2009 | 2014 |
| --------- | ---- | ---- | ---- | ---- | ---- | ---- | ---- | ---- | ---- |
| Einwohner | 404  | 435  | 459  | 534  | 669  | 722  | 811  | 891  | 1012 |

## Sehenswürdigkeiten
- Die Ortskirche Saint-Jean-Baptiste, gewidmet Johannes dem Täufer, hat eine schlichte Hauptfassade und ist um 1850 erbaut worden.[7] Der Chor wird verschönert durch ein Gemälde des Malers Butay aus dem 17. oder 18. Jahrhundert. Es zeigt die Kreuzigung Jesu mit Maria zur Linken, zu erkennen am traditionellen blauen Mantel und einem Bischof zur Rechten, zu erkennen an seiner Mitra und seinem weiten roten Mantel.[8]

## Wirtschaft und Infrastruktur
Artigueloutan liegt in der Zone AOC des Ossau-Iraty, ein traditionell hergestellter Schnittkäse aus Schafmilch.

### Verkehr
Artigueloutan wird durchquert von den Routes départementales 213, 215 und 817, der ehemaligen Route nationale 117. Der Ort ist mit einem Linienverkehr und Anruf-Linien-Dienst mit Pau verbunden.
An der südwestlichen Grenze zu den Nachbargemeinden führt der Henri IV–Weg entlang. Es handelt sich um einen Wanderweg, der das Schloss von Franqueville in Bizanos mit dem See von Lourdes verbindet. Die 35 km lange Strecke lässt sich zu Fuß, mit dem Pferd oder Fahrrad absolvieren.